# 北越光唇魚
北越光唇魚，又稱北越石𩼧（学名：Acrossocheilus lamus）为輻鰭魚綱鯉形目鲤科光唇魚屬的其中一種。分布於亞洲越南北部淡水流域，棲息在河川底中層水域，生活習性不明。

## 扩展阅读
維基物種上的相關：北越光唇魚